# Mundigak
Mundigak, est un site archéologique de la province de Kandahâr en Afghanistan. Il se situe à 55 km au nord-ouest de Kandahar à proximité de Shāh Maqsūd et de la rivière Kushk-i Nakhud (un affluent de l'Arghandab). Le site a été fouille par la Mission Archéologique de l’Indus, sous la direction de Jean-Marie Casal, (1951-1958)

## Histoire
Mundigak est une large cité préhistorique issue de la période de transition harappéenne qui s'est développée au sein de la culture du bassin de l'Helmand. Des objets caractéristiques de la Civilisation de l'Indus y ont été retrouvés, comme des figurines en céramique de serpents et de bœufs par exemple. Mundigak se trouvait sous 9 tonnes de gravats au moment de la fouille. Mundigak, avec une étendue de 21 hectares, est le second plus grand centre de la culture de l'Helmand, le premier étant le site de Shahr-e Sokhteh. Vers 2200 avant notre ère, les deux cités ont commencé à décliner, avec un pillage important dans la zone, et une brève occupation a eu lieu plus tard.